# Euphyia anaemica
Euphyia anaemica är en fjärilsart som beskrevs av Kautz 1922. Euphyia anaemica ingår i släktet Euphyia och familjen mätare. Inga underarter finns listade i Catalogue of Life.